# 108: 잠들 수 없는 시간
《108: 잠들 수 없는 시간》(No dormiras, YOU SHALL NOT SLEEP)은 아르헨티나에서 제작된 구스타보 헤르난데즈 감독의 2018년 공포, 미스터리, 스릴러 영화이다. 벨렌 루에다 등이 주연으로 출연하였고 후안 파블로 부스카리니 등이 제작에 참여하였다.

## 출연

### 주연
- 벨렌 루에다
- 에바 드 도미니치
- 나탈리아 드 몰리나

### 조연
- 게르만 팔라시오스
- 마리아 알폰사 로소
- 에우헤니아 토발
- 후안 마누엘 길레라

## 기타
- 사운드슈퍼바이저: 후안 페로
- 의상: 마리아 조시 레브레로
- 배역: 필라르 모야